# 라이프치히 논쟁

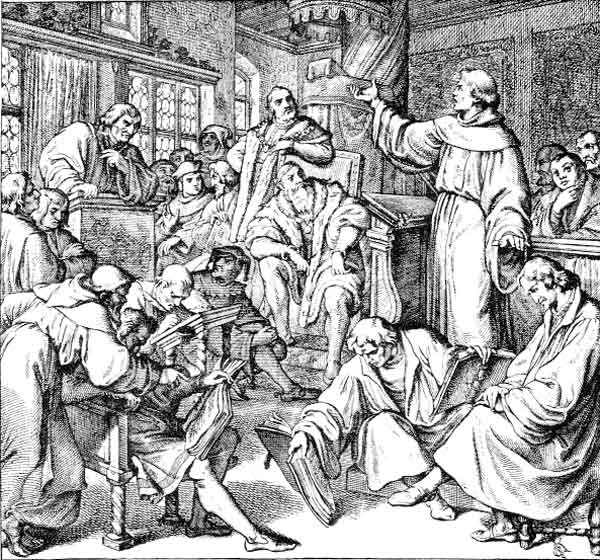
마르틴 루터와 에크 사이의 라이프치히 논쟁을 그린 당시의 삽화

라이프치히 논쟁(Leipziger Disputation 또는 Leipzig Debate)은 독일에서 종교개혁 당시 1519년 6월 27일∼7월 16일에 마르틴 루터, 안드레아스 카를슈타트, 필리프 멜란히톤과 로마 가톨릭교회를 대변하는 잉골슈타트(Ingolstadt) 대학교 교수이며 한 때 루터의 친구였던 요한 에크 (Johann Eck)라는 신학자가 라이프치히에서 연옥교리, 면죄부 판매, 고해성사, 교황의 권위에 대해 치열한 논쟁을 벌인 역사적 사건을 말한다. 여기서 루터는 오직 성경만이 기독교 신앙의 기초(basis of Christian belief)이며, 교황은 권위를 가지고 있지 않고 성경에도 언급되지 않았으며, 연옥은 성경에도 없는데 그곳에 있는 기간을 단축하기 위하여 성도들에게 면죄부를 판매하는 것을 비판하였다. 루터는 교회의 권위가 아닌 성경의 권위를 분명하게 주장하였다. 논쟁의 결과 루터는 이단으로 낙인 찍히고 결국 루터의 종교개혁의 도화선(導火線)이 되었다. 결국 이 논쟁의 핵심은 면죄부를 정당화하는 교황의 수위권을 인정하지 않고 성경에 근거한 교회의 가르침을 세울것을 주장한 것이다.

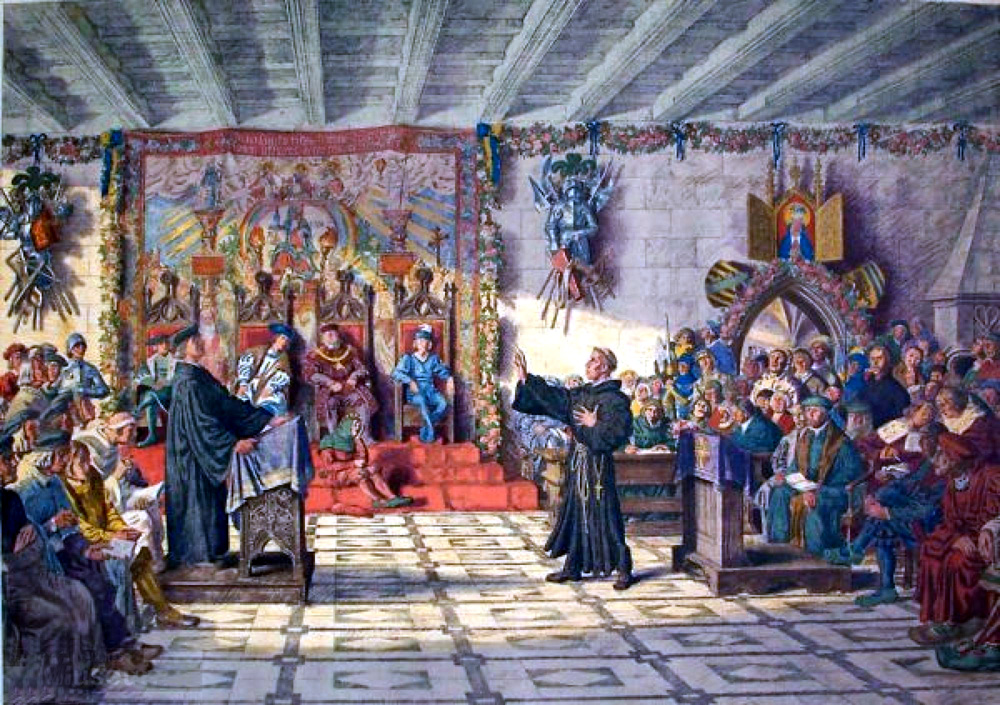
막스 셀리거 작품 (Max Seliger, 1865–1920)

## 배경
종교개혁이 확산되자 교황 레오 10세는 시종 밀티츠를 교황청의 특별한 호의의 징표인 황금 장미를 가지고 프리드리히에게 보내어 타협안을 제시했다. 밀티츠는 면죄부 판매원인 테첼을 만나 위로하였고 루터가 교황청에 협조한다면 추기경에 봉할 것이라고 제안했다. 그러나 루터는 교황의 제안을 수용하지 않았다. 가톨릭교회에 대한 비판을 중지하면 교황청도 침묵하겠다고 약속하였지만, 1519년 6월 18일 스페인의 칼알 5세가 신성로마제국의 황제가 되는 바람에 이러한 합의는 불발로 끝났다. 1518년 루터의 동료이자 비텐베르크 대학 교수인 카를슈타트가 성경의 권위가 교회보다 우선한다고 주장하자 에크는 공개토론을 요청하여 마침내 역사적인 라이프치히 논쟁이 시작된다.

## 참석 분위기로
라이프치히 장소의 결정은 양측의 타협으로 이루어졌다. 원래 비텐베르크 신학자들은 에크와 변론을 위해 비텐베르크로 에크를 초청하였으나 거부하고 에크측에서 퀼른(Koeln)이나 파리나 로마를 원했지만 루터가 거부하였다. 에크는 6개월 전에 이미 변론의 기초적인 문제를 발표하였다고 루터는 교회사 관련 연구로 준비를 하였다.
작센의 게오르게 공작은 공개적 논쟁으로 신학적 토론을 명료화하고 비텐베르크 대학의 대중적인 모습을 훌륭하게 만들어 줄것으로 기대하였다.
뛰어난 신학자이며 로마법에 전문가인 로마 가톨릭측의 J. 에크가 먼저 도착하여 라이프찌히 시의회가 제공한 76명 호위병의 호위를 받으며 시가를 왕래했다. 며칠 후에 카를슈타트는 오는 도중 마차의 바퀴가 빠지는 것도 감수하고 증거로 사용할 여러 책을 가져 왔고, 멜랑히톤, 루터, 비텐베르그 교목, 바르님 폰 포메렌(Marim von Pommeren) 공작을 비롯한 6명의 비텐베르그 일행은 며칠 뒤 무기로 무장한 200명의 학생들과 함께 그들에게 호의적이지 않았던 라이프치 도시에 도착했다. 토론이 라이프찌히 성의 강당에서 벌어졌다. 첫날 모든 사람은 성 토마스 교회의 여섯 시 미사에 참석했고 오후에는 회의 진행에 관한 규칙들에 관해 논쟁을 벌였다. 한 증인은 당시 논쟁자들의 모습을 다음과 같이 묘사했다. “마르틴은 중간 키에 걱정과 연구로 몸이 야위어서 살갗 위로 드러난 뼈를 거의 다 셀 수 있을 정도였다. 그는 남성적 힘에 넘쳤고 가슴에 파고드는 힘찬 목소리(clear, penetrating voice)를 소유하고 있었다. 그는 학문이 풍부했고 성경을 완전히 꽤뚤고 있었다. 그는 다정하고 친절했으며 완고하거나 오만하지 않았다. 카를슈타트는 루터보다 키가 더 작고 얼굴은 훈제 청어(smoked herring)처럼 보였다. 그의 목소리는 굵고 불쾌했다. 그의 기억력은 더디었으나 성내는 데는 급했다. 에크는 가슴팍이 벌어진 육중한 몸과 독일어 악센트의 힘찬 목소리를 소유하고 있었다. 그의 목소리는 분명하지 못했고 거칠었다. 그의 두 눈과 입과 얼굴 전체의 모습은 신학자라기 보다는 백정(butcher)을 연상하게 했다.”

## 내용
루터와 에크의 논쟁은 다음 네 가지로 요약된다.
- 첫째, 교황의 기원과 권위에 관한 것. 에크는 교황권이 하나님으로부터 나온 것이므로 교황에 순종해야 한다고 주장하였다. 그러나 루터는 교황의 권세는 위조문서인 '이시도리안 교령집(Isidorian Decretals)'에 기초하여 세워졌으므로 허위라고 반박하였다.
- 둘째, 성경의 권위에 관한 것. 루터는 오직 성경만이 신앙의 도리와 생활의 규범이 되므로 성경의 가르침에 따라 교회를 개혁하자고 외쳤다. 반면 에크는 '오직 성경' 사상은 중세 말 현대주의 사조를 따르는 이단들의 주장이라고 지적하며 루터를 이단이라고 몰아세웠다.
- 셋째, 연옥에 관한 것. 에크는 연옥사상이 마카비 2서 12장 45절에 나오므로 성경적인 것이라고 주장하였으나 루터는 마카비서가 성경이 아니라 외경에 불과하다고 하므로 신적인 권위가 없고, 따라서 연옥교리는 잘 못이라고 지적하였다.
- 넷째, 면죄부와 고해성사. 에크는 면죄부와 고해성사가 교회 전통에 근거한 것이므로 교회가 따라야 한다고 주장하였다. 루터는 교회의 전통이 인간에게서 비롯된 것이므로 잘못될 수 있고, 오직 성경만이 오류가 없으며, 면죄부와 고해성사는 성경의 교훈에 배치되는 것이라고 반박하였다.

루터는 에크와 같은 맹목적인 교황주의자들의 무분별한 교황권을 신성화하는 행위에 대해 그런 행위는 바알을 섬기는 우상숭배와 다름 없다고 말하며 신랄하게 비판했다.

## 논쟁의 결과
루터는 라이프치히 논쟁을 통하여 '오직 성경'사상으로 에크의 교회 전통 사상을 비판함으로써 반로마교황주의자로 알려지게 되었고, 이로 인해 그는 독일의 국가적 영웅으로 떠올랐다. 반면 논쟁 이후 에크는 종교개혁의 확산을 두려워하여 교황에게 루터를 속히 파문할 것을 요청하였고 1520년 6월15일 교황 레오 10세는 '주여 다시 일어나소서(Exsurge domine)'라는 교서를 발표하여 루터의 책을 불태우고 루터를 파문하였다.
루터는 논쟁 이후 6개월 동안 무려 400쪽에 이르는 16개의 소논문을 써서 자신의 종교개혁 사상을 완성시켰다. 특히 1520년에 쓴 종교개혁 3개의 소논문 《선행론(A Treatise on Good Works)》, 《독일 귀족에게 고함(The Address to the Christan nobility of German Nation)》, 《교회의 바벨론 포로시대(The Babylonian Captivity of Church)》는 그의 발전을 보여주는 최고 수준의 것으로 평가되고 있다. 이 논문들을 통해 루터는 미신적이며 비성경적인 로마가톨릭교회의 공로 사상과 성찬관을 비판하고, 복음적인 정부관, 교회관, 그리고 성례관을 제시하였다.
로마 카톨릭교회는 후에 트리엔트 공의회를 통해 면죄부 판매를 규제하기 시작했고 점차 사라지게 되었다.

## 문헌
- David Müller: Geschichte des deutschen Volkes; Berlin: Verlag von Franz Dahlen, 1900; §337ff.

## 같이 보기
- 보름스 의회